# Дворец Косиан
Дворец Косиан (фр. Palais de Kosyam) — дворец, расположенный в столице Буркина-Фасо, городе Уагадугу. Является официальной резиденцией главы государства.

## Описание
Здание расположено на Бульваре имени Муаммара Каддафи в центре столицы. Построено в 2000 году в стиле классицизма по инициативе президента Блеза Компаоре. До возведения Дворца Косиан в качестве резиденции главы государства использовался Дворец Кулуба.
Проекты новой резиденции начали широко обсуждаться ещё в 1994 году, официально план постройки был утвержден в 1996 году, перед началом межправительственного саммита между странами Африки и Францией, который состоялся в Уагадугу. 
Общая стоимость постройки дворца, на территории которого также разбит сад, была оценена в 10 миллиардов франков КФА (около 15 миллионов евро).
Свое название комплекс получил в честь маленькой деревушки, ранее находившейся на его месте. Резиденция была торжественно открыта 11 декабря 2006 года, в годовщину провозглашения независимости Буркина — Фасо. В настоящее время окрестности вокруг дворца являются одной из самых элитных зон проживания в городе, данный район с 2000 года закрыт от влияния извне и круглосуточно охраняется силами правопорядка.
В 2014 году дворец стал одним из очагов массового народного восстания, приведшего к свержению президента Блеза Компаоре, правившего страной с 1987 года.